# Хајду (Мађари)
Хајдуци (мађ. Hajdúk) су етничка група Мађара који живе Хајду-Бихар (мађ. Hajdú-Bihar) округу у Мађарској са Дебрецином (мађ. Debrecen) као главним градом.

## Историја
Хајдуци су своја права слободних грађана (витеза) и привилегије добили 12. децембра 1605. године у Корпони (мађ. Korponán) за време владавине Бочкаи Иштвана (мађ. Bocskai István) тадашњом Ердељском кнежевином, за заслуге у тадашњој петнаестогодишњој ослободилачкој борби (1591—1606) и успели су да је задрже током наредних векова и имали су своју самоуправу све до 1867. године када се део старог Бихар округа спојио са Хајду округом и оформио нови са Дебреценом као главним градом.

## Градови
Шест градова где су живели 9254 слободних Хајдука (Витеза) су:
- Хајдубесермењ (мађ. Hajdúböszörmény)
- Хајдунанаш (мађ. Hajdúnánás)
- Хајдудорог
- Хајдухадхаза (мађ. Hajdúhadháza)
- Вамошперч (мађ. Vámospércs) и
- Хајдусобосло (мађ. Hajdúszoboszló)

## Порекло
Има више теорија о имену Хајду и пореклу ове етничке групе, али највероватнија је да су Хајдуци пореклом Срби који су за време владавине краља Жигмонда (мађ. Zsigmond király) прешли из Србије у Мађарску добили земљу и за узврат служили племићима и краљу у ратовима за одбрану Мађарске од Турака. Временом су се утопили у околно становништво и постали етничка група Мађара са посебном историјом.
Овој тези иде у прилог историјска чињеница да је доста Срба, да би избегли од најезде Турака, прелазило у Мађарску и насељавало се на левој обали Тисе. А у 16. веку је Бесермењ (мађ. Böszörmény) у званичним документима стално био називан Рац−Бесермењ (мађ. Rác-Böszörmény). У то време Мађари су Србе звали Раци. Срби су у то време у Мађарској били веома цењени ратници, а и од самог краља су добили повластице које су имали само одабрани витезови у Ердељу, Секељи и Саси, који су такође делили судбину Хајдука, бранили Мађарску од Турака и тако остваривали своје привилегије.